# Кролик Питер 2
«Кролик Питер 2» (англ. Peter Rabbit 2: The Runaway) — американский комедийный фильм с совмещением живых актёров и анимации режиссера Уилла Глака. Фильм является продолжением фильма 2018 года «Кролик Питер» и основан на произведениях о «Кролике Питере», написанных Беатрис Поттер.

## Сюжет
Продолжение истории маленького и непоседливого кролика по имени Питер. Беатрис, Томас и крольчата, наконец, находят общий язык и начинают спокойную и размеренную жизнь за городом. Однако Питеру это совсем не по нраву: его мятежная душа требует приключений, и он отправляется на их поиски в большой город, туда, где его проделки уж точно оценят по достоинству. Тем временем, члены его большой дружной семьи, рискуя жизнью, отправляются вслед за Питером, чтобы вернуть его домой, и теперь беглецу предстоит решить, что же для него важнее всего.

## В ролях

### Актёры
- Донал Глисон — Томас Макгрегор
- Роуз Бирн — Беатрис Поттер
- Дэвид Ойелово — Найджел Бэзил Джонс

### Роли озвучивали
- Джеймс Корден — кролик Питер
- Марго Робби — Флопси
- Элизабет Дебики — Мопси
- Колин Муди — Бенджамин Банни
- Эйми Хорн — Пикси
- Ленни Джеймс — Барнабас
- Сия — миссис Игли, ежиха
- Сэм Нилл — Томми Брок
- Руперт Дега — Сэмюэл Бакенбардс
- Юэн Лесли — поросёнок
- Кристиан Газаль — Феликс Дир
- Дэймон Херриман — котёнок Том

## Производство
В мае 2018 года было объявлено, что Sony Pictures начала разработку сиквела фильма «Кролик Питер». В феврале 2019 года было объявлено, что Дэвид Ойелово присоединился к актёрскому составу фильма, Роуз Бирн и Донал Глисон повторят свои роли в продолжении. Элизабет Дебики и Марго Робби подтвердили свои роли в октябре 2019 года.
В отличие от первого фильма, продолжение выйдет под лейблом Columbia Pictures вместо Sony Pictures Animation.

### Съемки
Основные съёмки начались в январе 2019 года.

## Выпуск
Первоначально Sony собиралась выпустить фильм в Великобритании 27 марта 2020 года, а в Соединенных Штатах 3 апреля 2020 года. Фильм был отложен до 7 августа 2020 года из-за пандемии COVID-19. Затем он снова отложен до 11 декабря 2020 года в Соединенном Королевстве и 15 января 2021 года в США.
Премьера фильма в Австралии и Новой Зеландии состоялась 25 марта 2021 года, в Мексике, России и Саудовской Аравии — 13 мая 2021 года, в Германии, Гонконге и Италии — 1 июля 2021 года.